# Jan Mulder
Johan (Jan) Mulder, né le 4 mai 1945 à Bellingwolde (Pays-Bas), est un ancien footballeur néerlandais.

## Biographie
L'essentiel de sa carrière s'est déroulé dans deux clubs : le RSC Anderlecht et l'Ajax Amsterdam. En Belgique, il a été le meilleur buteur en 1967 avec 20 buts.
Il fut le dernier joueur écarté de la liste des 22 de Rinus Michels pour la coupe du monde 1974 en Allemagne, qui vit l'équipe néerlandaise atteindre la finale face au pays organisateur.
Après sa carrière de footballeur, il est devenu journaliste, éditorialiste et une personnalité de la télévision aux Pays-Bas.
Son fils Youri Mulder fut également un footballeur professionnel.

## Carrière comme joueur
- WVV
- 1965-1972 RSC Anderlecht  : 145 matchs, 91 buts
- 1972-1975 Ajax Amsterdam  : 56 matchs, 16 buts

## Récompense individuelle
1967 : meilleur buteur du Championnat de Belgique